# 约科·托尔迈宁
约科·托尔迈宁（芬蘭語：Jouko Törmänen，1954年4月10日—2015年1月3日），芬兰男子跳台滑雪运动员。他曾代表芬兰参加1976年和1980年冬季奥林匹克运动会跳台滑雪比赛，获得一枚金牌。